# Miloš Teodosić
Miloš Teodosić (em sérvio:  Милош Теодосић) (Valjevo, 19 de março de 1987) é um ex-basquetebolista profissional sérvio, atualmente aposentado. Durante sua carreira defendeu também as cores da Sérvia e da extinta Sérvia e Montenegro. Jogou nas posição armador e ala-armador e durante sua carreira com clubes foi eleito seis vezes para o "Quinteto ideal da Euroliga" e nomeado duas vezes como MVP da temporada (2010).